# 李再勇
李再勇（1962年8月—），男，仡佬族，贵州务川人，中华人民共和国政治人物。贵州农学院农学系毕业，中共中央党校政治经济学专业毕业。

## 生平
1983年8月参加工作，1984年4月加入中国共产党。
1993年2月，任中共桐梓县委副书记，县长。1995年10月，任中共桐梓县委书记。1998年1月，任中共遵义市红花岗区委书记。2000年3月，任中共遵义市委常委、红花岗区委书记。2001年11月，任中共黔东南苗族侗族自治州委常委、副州长。2008年5月，任中共铜仁地委副书记、行署专员。2011年2月，任中共贵阳市委副书记、市长。2013年，当选第十二届全国人大代表，同年11月，任中共六盘水市委书记。2018年2月24日，当选为第十三届全国人大代表。在主政六盘水市期间，他推动兴建了23个旅游项目，但其中有16个项目已被贵州省列入低效闲置项目，六盘水市因此新增债超过1500亿人民币，在农业领域，李氏主张当地农户集中连片种植刺梨，结果六盘水市种植的117万亩刺梨中不乏长势差、挂果率低，甚至多年颗粒无收者，此后有四成农户不得不砍掉刺梨，改种其他作物。
2016年12月，李氏升任中共贵州省委常委。2017年1月，兼任省委秘书长。2017年8月，任中共贵阳市委书记。2018年1月，兼任省政府党组副书记、常务副省长。同年5月，不再兼任中共贵阳市委书记。
2022年1月，当选为贵州省政协副主席，2023年1月卸任。
2023年3月，李氏因涉嫌严重违纪违法，接受中央纪委国家监委纪律审查和监察调查，2023年11月中央纪委国家监委开除党籍和公职，随后被最高人民检察院以涉嫌受贿罪、滥用职权罪决定逮捕。
2024年5月23日，重庆市第五中级人民法院一审开庭审理了李再勇受贿、滥用职权一案，起诉书显示，李再勇的贪腐行为开始于1998年遵义市红花岗区委书记任上，直到2023年落马，时间跨度达25年，与原铁道部部长刘志军的贪腐时长基本相等。检察机关认定其受贿金额为人民币4.32亿余元，盲目上马旅游项目产生利息和各类费用共计9.14亿余元，破坏生态环境造成经济损失8645万余元，创下中共二十大后贪腐数额之最。
2024年8月13日，重庆市第五中级人民法院公开宣判，以受贿罪判处李再勇死刑，缓期二年执行，剥夺政治权利终身，并处没收个人全部财产；以滥用职权罪判处有期徒刑七年，决定执行死刑，缓期二年执行，剥夺政治权利终身，并处没收个人全部财产；对李再勇受贿犯罪所得财物及其孳息依法予以追缴，上缴国库，不足部分，继续追缴。判决书认定，李再勇论罪应判处死刑，但鉴于其非法收受的价值4.32亿余元的财物中大部分未实际取得，属于犯罪未遂，有自首情节和立功表现，积极退赃，涉案财务大部分已查扣到案，因此可不立即执行。